# Bunaea diospyri
Bunaea diospyri är en fjärilsart som beskrevs av Paul Mabille 1879. Bunaea diospyri ingår i släktet Bunaea och familjen påfågelsspinnare. Inga underarter finns listade i Catalogue of Life.